# Ledereragrotis multifida
Ledereragrotis multifida är en fjärilsart som beskrevs av Lederer 1870. Ledereragrotis multifida ingår i släktet Ledereragrotis och familjen nattflyn. Inga underarter finns listade i Catalogue of Life.